# Casarecce
Casarecce (de l'italià casereccio, «fet a casa») és un tipus de pasta originari de Sicília que té forma de pergamí enrotllat.